# Dietmar Meisch
Dietmar Meisch (* 10. Februar 1959 in Weida) ist ein ehemaliger deutscher Leichtathlet, der sich auf das 50-km-Gehen spezialisiert hatte und einen DDR-Meistertitel gewinnen konnte. Er nahm 1980 und 1988 an den Olympischen Sommerspielen teil und startete in seiner aktiven Zeit für den TSC Berlin.

## Karriere
Bei den DDR-Hallenmeisterschaften 1979 in Senftenberg sicherte er sich hinter Ronald Weigel vom ASK Vorwärts Potsdam die Silbermedaille im 20-km-Gehen. Vom Nationalen Olympischen Komitee der DDR wurde er für die Olympischen Sommerspiele 1980 in Moskau nominiert und startete dort im 50-km-Gehen. Während sein Landsmann Hartwig Gauder Olympiasieger wurde, wurden Meisch und sein Landsmann Uwe Dünkel disqualifiziert.
Bei den DDR-Hallenmeisterschaften 1981 konnte er erneut die Silbermedaille im 20-km-Gehen gewinnen, diesmal hinter Ralph Meisel vom ASK Vorwärts Potsdam. Bei den DDR-Meisterschaften 1981 gewann er hinter Uwe Dünkel und Hartwig Gauder die Bronzemedaille. Vom DVfL wurde er erstmals 1982 für Leichtathletik-Europameisterschaften nominiert. Bei den Europameisterschaften 1982 in Athen schied er während des 50-km-Gehens aus. Nachdem er bei den DDR-Meisterschaften 1982 ausgeschieden war, gewann er bei den DDR-Meisterschaften 1983 erneut die Bronzemedaille, diesmal hinter Ronald Weigel und Hartwig Gauder.
Drei Jahre später bei den DDR-Meisterschaften 1986 sicherte er sich hinter Hartwig Gauder und Ronald Weigel die Bronzemedaille. Er wurde zudem vom DVfL für die Europameisterschaften 1986 nominiert und belegte dort beim Weltmeistertitel von Hartwig Gauder den sechsten Platz. Bei den DDR-Meisterschaften 1987 feierte er seinen größten Erfolg auf nationaler Bühne. Er gewann vor Bernd Gummelt und Peter Scholle die Goldmedaille im 50-km-Gehen.
Den gesamten Medaillensatz bei DDR-Meisterschaften vervollständigte er bei den DDR-Meisterschaften 1988, als er hinter Ronald Weigel Silber gewann. Vom Nationalen Olympischen Komitee der DDR wurde er für die Olympischen Sommerspiele 1988 in Seoul nominiert und startete dort im 50-km-Gehen. Während Ronald Weigel und Hartwig Gauder Silber bzw. Bronze gewannen, beendete Meisch das Rennen auf dem neunten Platz.